# Natasja Kensmil
Natasja Seline Kensmil (Amsterdam, 19 november 1973) is een Nederlands kunstschilder van Surinaamse afkomst. Zij woont en werkt in Amsterdam. Natasja Kensmil is de zuster van beeldend kunstenares Iris Kensmil.

## Werk
In haar vroegere werk gebruikte ze meer kleur dan in haar latere werk, vanaf 2007. Zo schilderde ze voor die periode een kleurrijk portret van Desi Bouterse, zittend op bed met hoge hakken aan.
Het werk van Kensmil wordt raadselachtig, griezelig, duister en morbide genoemd. Volgens eigen zeggen zoekt zij in het werk naar de ''dubbelzinnigheid van de esthetiek en gruwelijkheid, het schone en het lelijke, het kwade en het goede.''
Kensmil schilderde een serie postmortem schilderijen van kinderen. met de titel "Sleeping Beauty". Toen haar zoontje hersteld was van een ernstige ziekte, ging ze verder werken aan deze serie. Een verpleegster had haar gevraagd of ze een postmortem foto van haar zoontje wilde, als hij zou overlijden.
In 2020 werd een serie schilderijen van haar hand over de 17de eeuw geëxposeerd in de Hermitage Amsterdam. Deze werken verwezen naar naar de mooie kanten en de schaduwkanten van de 17e eeuw. Ze liet bij die expositie ook zes schilderijen van haar hand zien van welgestelde regentessen uit deze periode. Daaronder Maria Munter (1637-1688), regentes van het Burgerweeshuis, die getrouwd was met Isaac Jan Nijs (1625-1690) en Eva Ment (1606-1652), echtgenote van Jan Pieterszoon Coen (1587-1629). De werken werden aangekocht door het Amsterdam Museum. Ook schilderde zij regentes Clara Abba die zich in de zeventiende eeuw liet afbeelden met een extra witte huid.
De werken zijn geschilderd met vele tonen zwart. De portretten gelijken niet maar, zien er meer uit als onpersoonlijke zombies, vrouwen met holle ogen, met doodshoofden in mooie jurken. De vraag is of hun motieven als weldoenster zuiver waren, evenals de herkomst van het geld dat zij als weldoenster konden besteden.
Op 24 november 2022 werd naar een ontwerp van haar de Gedenksteen voor Anton de Kom onthuld in de Nieuwe Kerk te Amsterdam.

## Opleiding
- 1990-1992 De Vrije Tekenacademie
- 1992-1996 Gerrit Rietveld Academie, Amsterdam
- 1996-1998 De Ateliers, Amsterdam

## Prijzen
- 1996 Drebbelprijs (2e prijs)
- 1998 Koninklijke Subsidie voor de Schilderkunst
- 1998 Buning Brongers Prijs
- 2001 Internationale Kunstlerhaus Villa Concordia, Bramberg
- 2002 Wolvecampprijs
- 2002 Philip Morris Kunstprijs
- 2021 Johannes Vermeerprijs
- 2023 Jeanne Oosting prijs (voor haar olieverfschilderij Tsar uit 2006, 2x2 m)[7]

## Publicaties
- 2021 A Poison Tree, Alauda Publications / Kunsthal KAdE

## Bekende werken
- Schwarzkopf, 1998, olieverf op doek, 146 x 185 cm
- Saturn Saga, 2002, 300 x 140 cm
- In de Gloria, 2001, 145 x 150 cm
- ORCA, 2001, 200 x 150 cm
- By the River of Babylon, 2000, 80 x 150 cm
- Gedenksteen voor Anton de Kom, 2022